# Larry Carlton

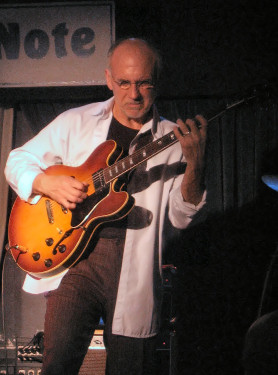
Larry Carlton

Larry Carlton, född 2 mars 1948 i Torrance, Kalifornien, är en amerikansk gitarrist inom genrerna jazz fusion, pop och rock. Han har spelat med artister som Steely Dan, Joni Mitchell, Billy Joel, Michael Jackson, David Crosby och Quincy Jones.
Han har även spelat in ett antal soloalbum. Hans gitarrsolo på Steely Dans låt Kid Charlemagne har blivit utsett till det tredje bästa inspelade gitarrsolot någonsin av Rolling Stone Magazine.